# Acid hypobromơ
Acid hypobromơ là một acid yếu, không bền với công thức hóa học là HBrO. Acid này được sản xuất và sử dụng chủ yếu dưới dạng dung dịch nước. Hypobromơ được tạo ra về mặt thương mại và sinh học dưới dạng là chất khử trùng. Các muối của hypobromit hiếm khi được phân lập dưới dạng chất rắn.

## Điều chế và thuộc tính
Thêm brom vào nước tạo ra acid hypobromơ và acid hydrobromic (HBr) thông qua phản ứng tự oxy hóa-khử.
Br2 + H2O ⇌ HBrO + HBr
Để chuyển dịch cân bằng về bên phải, hydro bromide tạo thành được chặn bằng một lượng dư thủy ngân(II) oxide:
2Br2 + 2HgO + H2O → HgBr2·HgO + 2HBrO
Dung dịch acid hypobromơ thu được trong phản ứng này chỉ có nồng độ tối đa 6%. Nồng độ tối đa của dung dịch này có thể lên đến 30%. Trong tự nhiên, acid hypobromơ được tạo ra bởi bromoperoxidase, là những enzym xúc tác quá trình oxy hóa bromide bằng hydro peroxide:
Br− + H2O2 ⇌ HBrO + OH−
Acid hypobromơ có pKa bằng 8,65 và do đó chỉ phân ly một phần trong nước tại độ pH là 7. Giống như acid hypobromơ, muối hypobromit không ổn định và trải qua phản ứng tự oxy hóa-khử chậm để tạo ra các muối bromat và bromide tương ứng.
3BrO−(l) → 2Br−(l) + BrO3−(l)
Các tính chất hóa học và vật lý của acid hypobromơ giống như các tính chất của các hypohalit khác.

## Sử dụng
HBrO được dùng như một chất tẩy trắng, chất oxy hóa, chất khử mùi và chất khử trùng do khả năng tiêu diệt tế bào của nhiều mầm bệnh. Hợp chất này được tạo ra trong các sinh vật có xương sống máu nóng, đặc biệt là bởi bạch cầu ưa acid, sản sinh ra nó nhờ hoạt động của eosinophil peroxidase, một loại enzyme ưu tiên sử dụng bromide. Bromide cũng được sử dụng trong bồn tắm nước nóng và spa như là một chất diệt khuẩn, sử dụng tính chất của một chất oxy hóa để tạo ra hypobromit tương tự như hoạt động của peroxidase trong bạch cầu ái toan. Acid này đặc biệt hiệu quả khi được sử dụng kết hợp với acid hypochlorơ.